# Amphioplus causatus
Amphioplus causatus är en ormstjärneart som först beskrevs av Jean Baptiste François René Koehler 1905.  Amphioplus causatus ingår i släktet Amphioplus och familjen trådormstjärnor. Inga underarter finns listade i Catalogue of Life.